# Brigg
Brigg (nome completo Glanford Brigg) è un paese di 5 075 abitanti della contea del Lincolnshire, in Inghilterra.